# Carl Milles

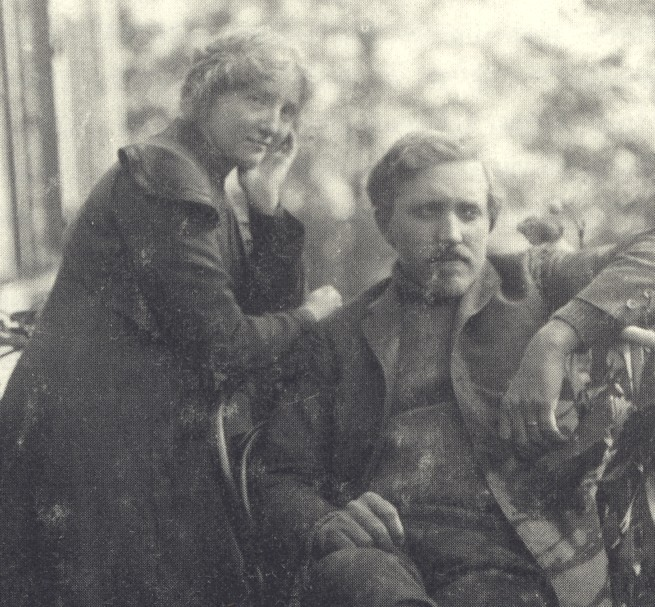
Carl Milles samen met zijn vrouw Olga (1903)

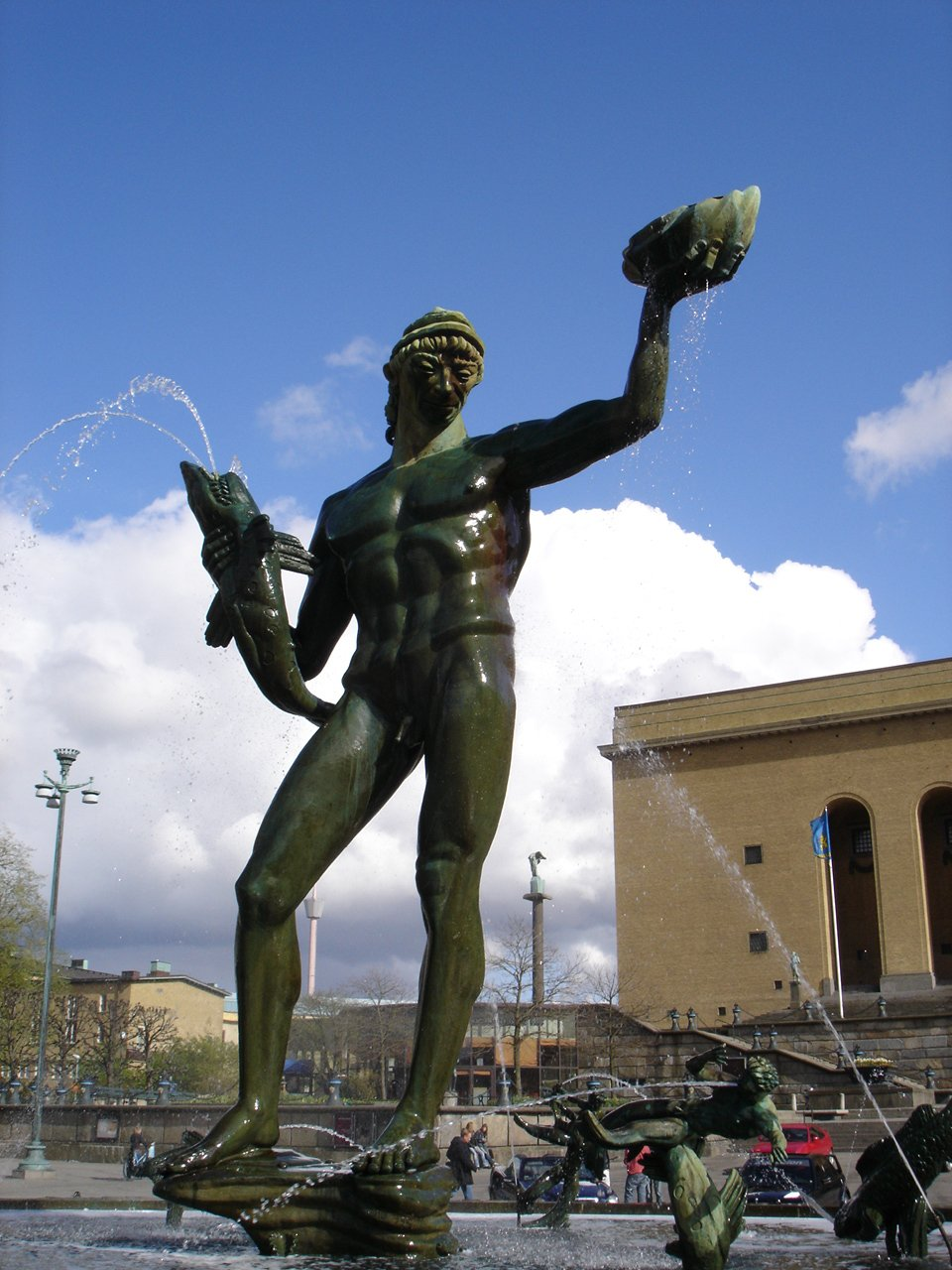
Het Poseidon-beeld in Göteborg, ontworpen door Carl Milles

Carl Milles (geboren: Carl Emil Wilhelm Andersson) (Knivsta, 23 juni 1875 – Lidingö, 19 september 1955), was een Zweedse kunstenaar, vooral bekend door zijn vele fonteinen en monumentale sculpturen. Een groot deel van zijn werk is te vinden in het museum en beeldenpark Millesgården

## Biografie
Jonge jaren
Milles, geboren in 1875, was de broer van beeldhouwster Ruth Milles en de halfbroer van de architect Evert Milles. In 1892 begon Milles aan een opleiding tot timmerman, later volgde hij ook avondlessen aan de Technische Hogeschool in Stockholm, waar hij in 1895 een voltijdstudent werd. In 1897 ontving hij een studiebeurs van de Svenska Slöjdföreningen (Zweedse ambachtsvereniging), waarmee hij naar Parijs ging. Hij werkte daar als meubelmaker en ornamentsnijder en hij studeerde anatomie aan de École nationale supérieure des beaux-arts. In 1899 debuteerde hij met zijn werk op de Parijse Salon. Een jaar later ontving hij een zilveren medaille op de Wereldtentoonstelling van 1900. In Parijs ontmoette hij ook Auguste Rodin, die hem bewonderde en hem uitnodigde om voor enige tijd in zijn atelier te komen werken. Na Parijs zette Milles zijn studiereis voort in België en Nederland. Tijdens zijn verblijf in Zoutelande maakte hij onder andere het kleine beeldengroep Vrouwen in de storm. In België raakte hij onder de indruk van het werk van Constantin Meunier.
Doorbraak
In 1902 kreeg Milles publieke erkenning nadat zijn ontwerp werd verkozen na een prijsvraag voor een monument voor de Zweedse staatsman Sten Sture de Oudere. Een monument dat uiteindelijk pas in 1925 in Uppsala zou worden onthuld. Milles verkreeg, in 1903, de opdracht voor diverse beelden in relatie tot de nieuwe huisvesting (ingewijd in 1908) van het Kungliga Dramatiska Teatern in Stockholm, dit gaf hem de financiële ruimte om zich vanaf 1904 te vestigen in München. Een jaar later trouwde hij met de Oostenrijkse kunstenares Olga Granner. In München raakte Milles geïnspireerd door het werk van de Duitse beeldhouwer Adolf von Hildebrand. In 1906 keert hij met zijn vrouw terug naar Zweden en vestigde hij zich nabij Stockholm. Een periode van armoede en een fysieke problemen volgde.  Nog niet volledig hersteld begon hij in 1908 met de aanleg van Millesgården in Lidingö. Samen met een bevriende architect bouwde hij een villa en atelier en in de loop van de tijd ontstond er een beeldenpark met een verzameling van zijn eigen werk. Een plek waar zijn vrouw Olga nooit echt gelukkig is geweest.
Milles kreeg steeds vaker opdrachten voor het uitvoeren van publieke beelden en monumenten, een daarvan was het beeld dat hij maakte van Gustaaf I van Zweden voor de hal van het Nordiska museet in Stockholm.
Transformatie en internationale doorbraak
Vanaf 1917 zou het werk van Miller een drastische en snelle transformatie in zijn stilistische vormgeving ondergaan. Milles ontevreden met zijn werk vernietigde een meerderheid van zijn beelden aanwezig in zijn atelier. Onder invloed van de het Oude Griekenland richte hij zich steeds meer op houding en beweging in zijn beelden. Vanaf 1920 werd Milles professor modelleren aan de Kungliga Konsthögskolan (Koninklijke Academie voor Schone Kunsten), daarnaast bleef hij voortdurend grote opdrachten binnenhalen voor verschillende projecten in diverse steden in Zweden. In 1926 leverde hij zijn eerste grote fontein, Europa, af in Halmstad.
Internationale erkenning kreeg hij na zijn tentoonstelling in 1927, in de Tate Gallery in Londen. In 1929 bezocht hij voor het eerst de Verenigde Staten
Emigratie
In 1931 verhuisde Milles samen met zijn vrouw Olga naar de Verenigde Staten en op uitnodiging van George Gough Booth werd hij het hoofd van de afdeling 'Beeldhouwen' van de Cranbrook Academy of Art, onderdeel van de Cranbrook Educational Community, in Bloomfield Hills, Michigan. De uitnodiging door Booth was op voorspaak van de Finse architect Eliel Saarinen die de eerste directeur was van de Cranbrook Academy.  In opdracht van de Cranbrook Foundation maakte hij bij aankomst direct de fontein Jonah en de walvis (1932). Zijn eerste grote tentoonstelling van zijn werk vond plaats in in het Saint Louis Art Museum. In 1934 verkreeg de Cranbrook Foundation een uitgebreide collectie van zijn werk.
In 1945 werd Milles een Amerikaans staatsburger. Vanaf die tijd keerde hij ook regelmatig terug naar Europa en bracht hij zijn zomers door in Millesgården. Zijn villa, atelier en beeldenpark, die hij in 1936 had ondergebracht in een stichting en deze gedoneerd aan het Zweedse volk. Milles bleef tot 1951 hoofd van de afdeling 'Beeldhouwen' in Cranbrook en vestigde zich daarna definitief terug in Europa. In Rome kon hij op kosten van de Cranbrook Academy wonen en werken in een eigen atelier. 
Overlijden
Milles stierf in 1955 en ligt begraven op Millesgården, samen met zijn vrouw Olga, die in 1967 overleed in Graz. 

## Milles en de politiek in de jaren twintig en dertig
De ideeën en gedachten van Milles waren niet altijd zonder controverse. Uit brieven en opmerkingen blijkt dat zowel Milles als zijn vrouw Olga bewondering hadden voor Adolf Hitler en Benito Mussolini en dan met name voor de nationaal-socialistische cultuur en hun pogingen tot het creëren van gezonde kunst.  Deze bewondering zou ook worden weergeven in zijn beeld Flygarmonumentet (1931) op het Karlaplan in Stockholm, het toont een zittende adelaar met uitgespreide vleugels, wat lijkt op het wapen van Nazi-Duitsland.

## Werken (selectie)
- Solsångaren, 1926
- Orpheus fontein (1936) in Stockholm
- Meeting of the Waters (1940) in St. Louis, Missouri
- Pegasus (1949) in Middelheimmuseum, Antwerpen
- Aganippe (1955) in Brookgreen Gardens, South Carolina

## Galerij

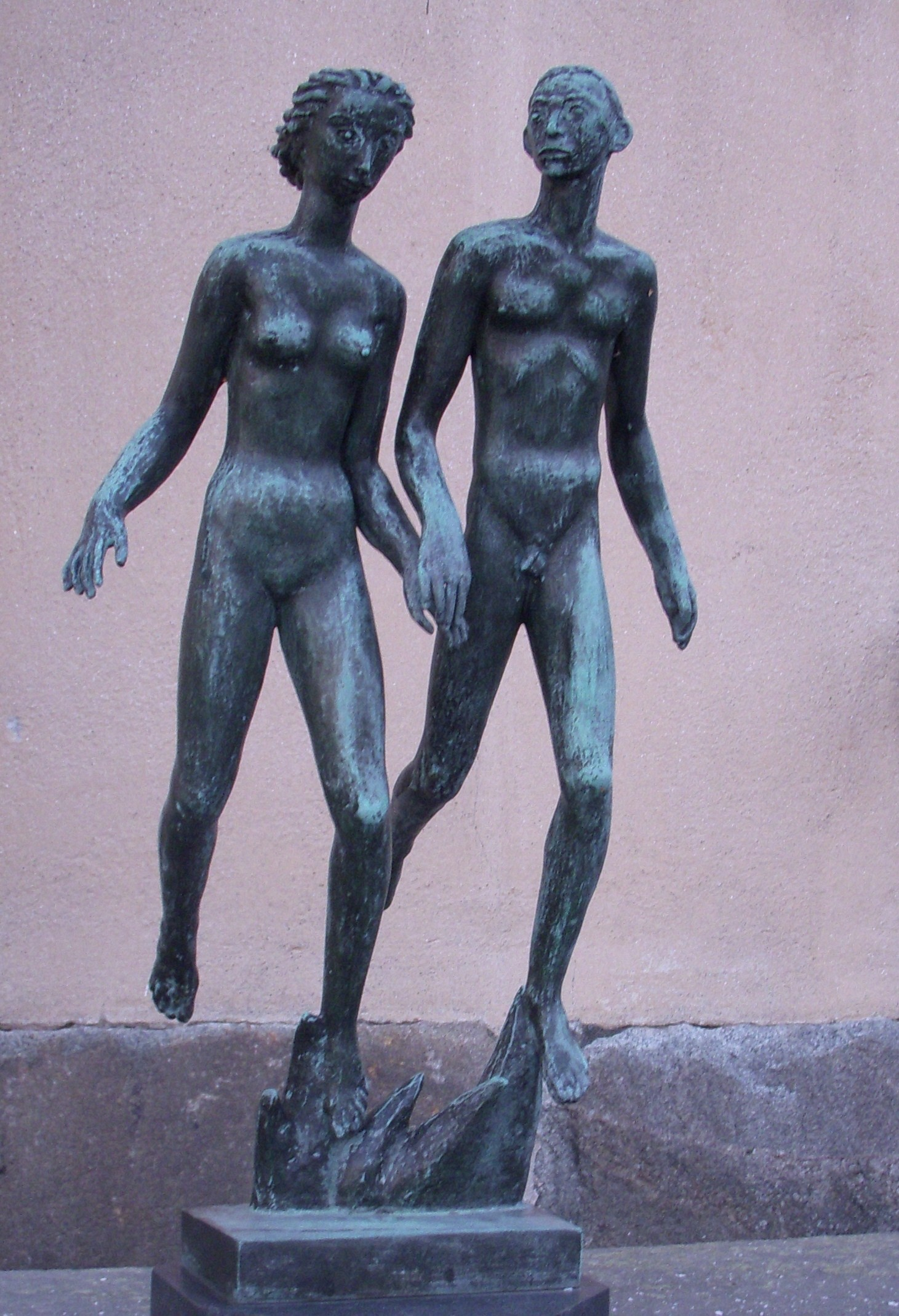
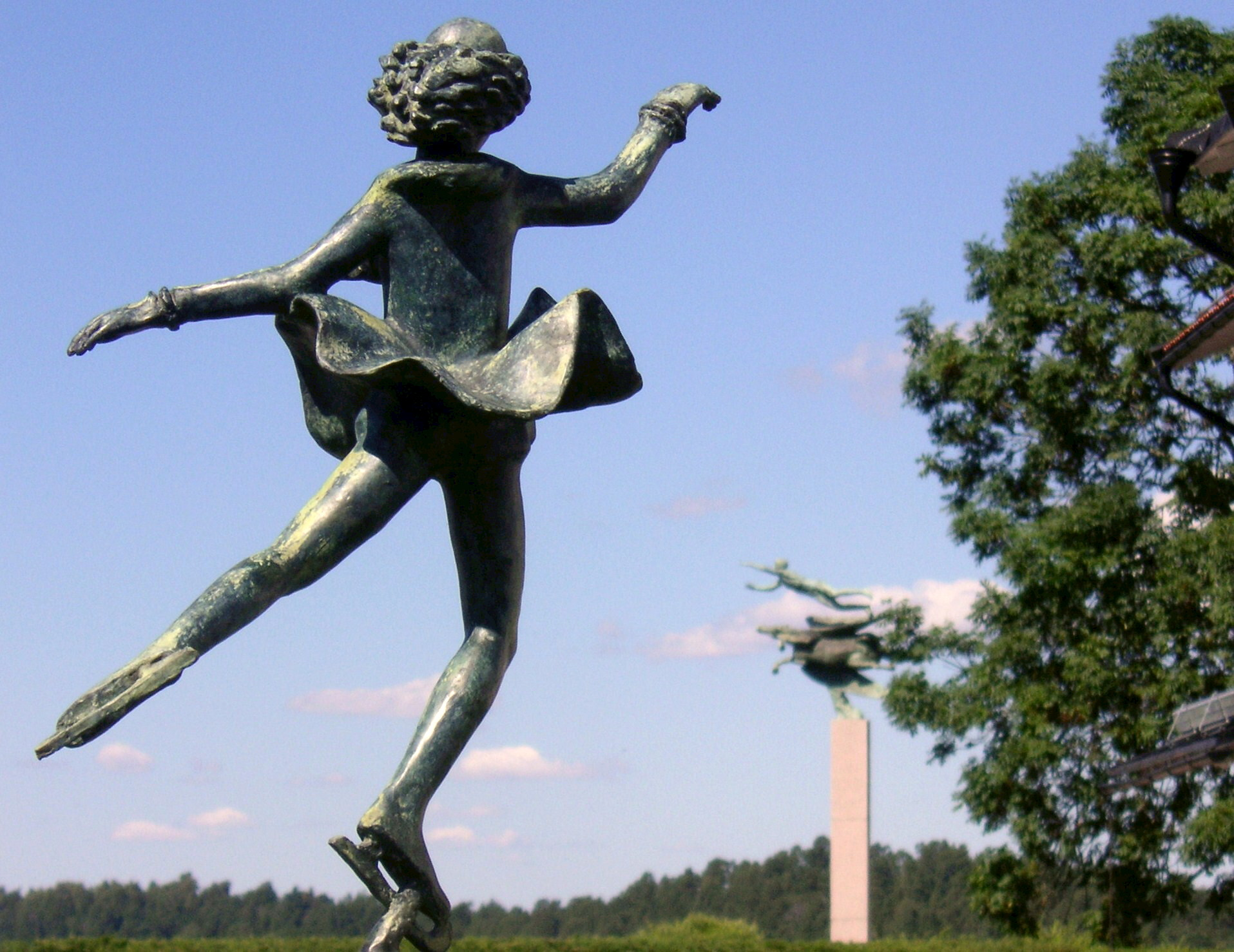
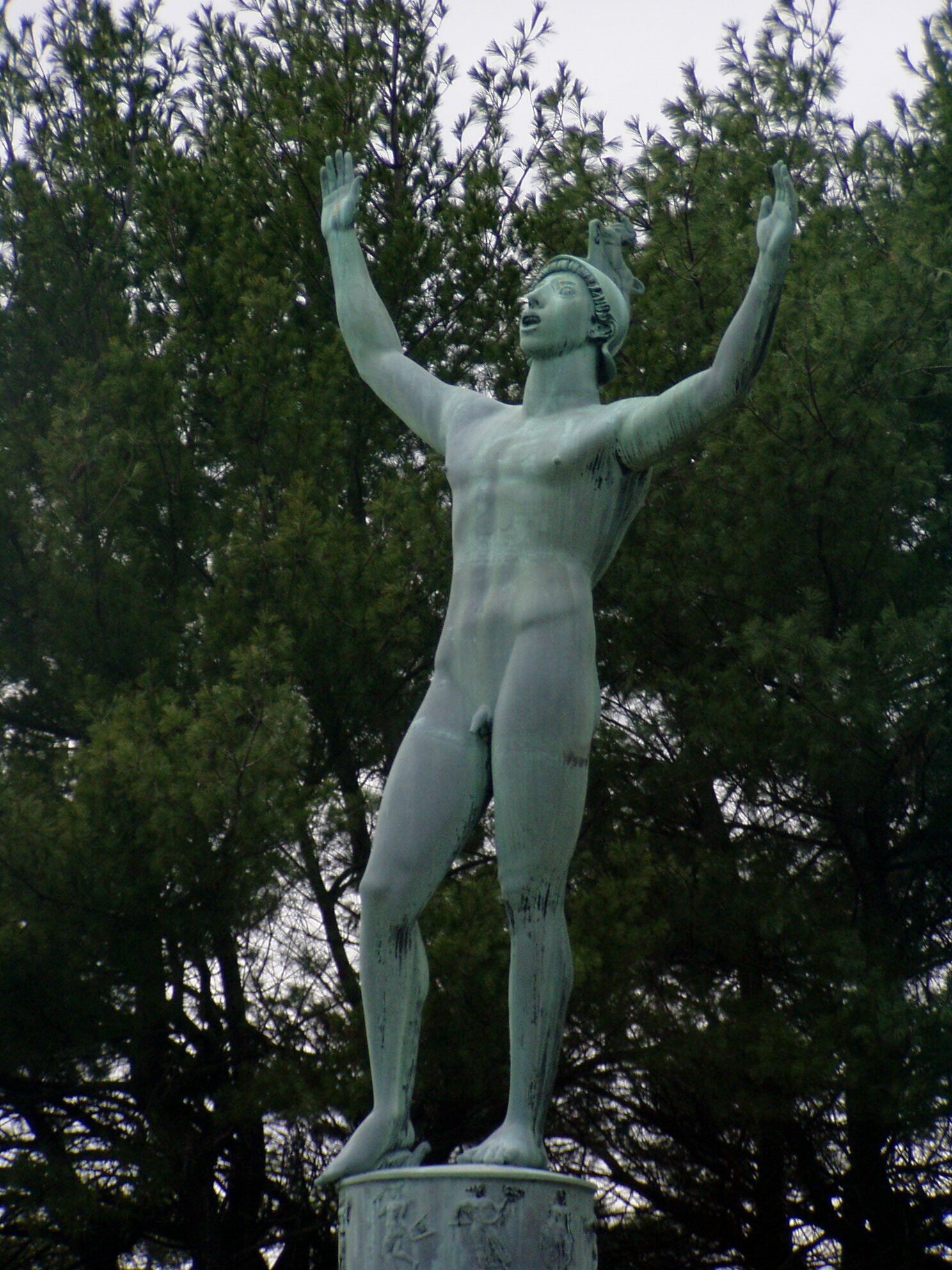
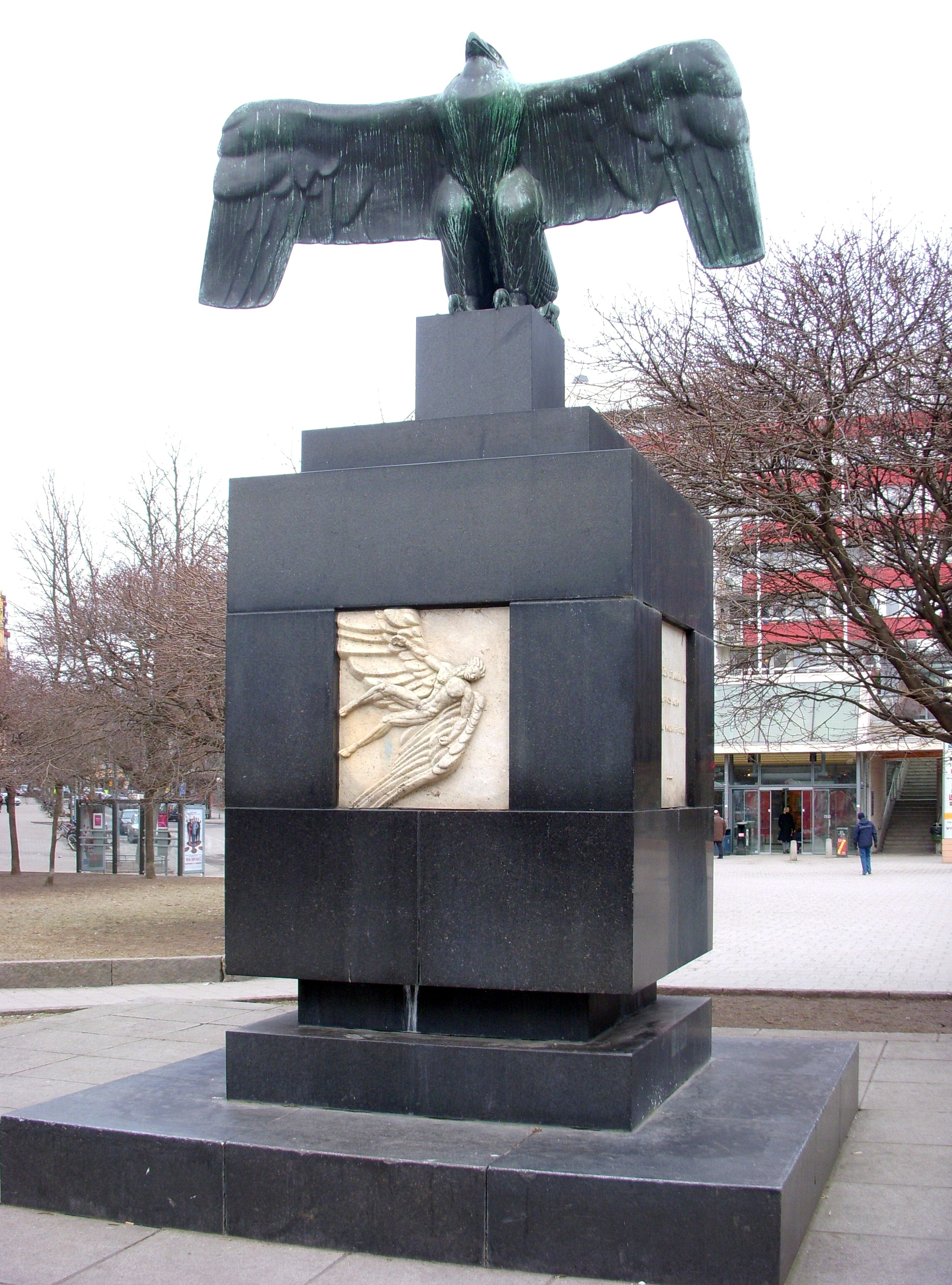
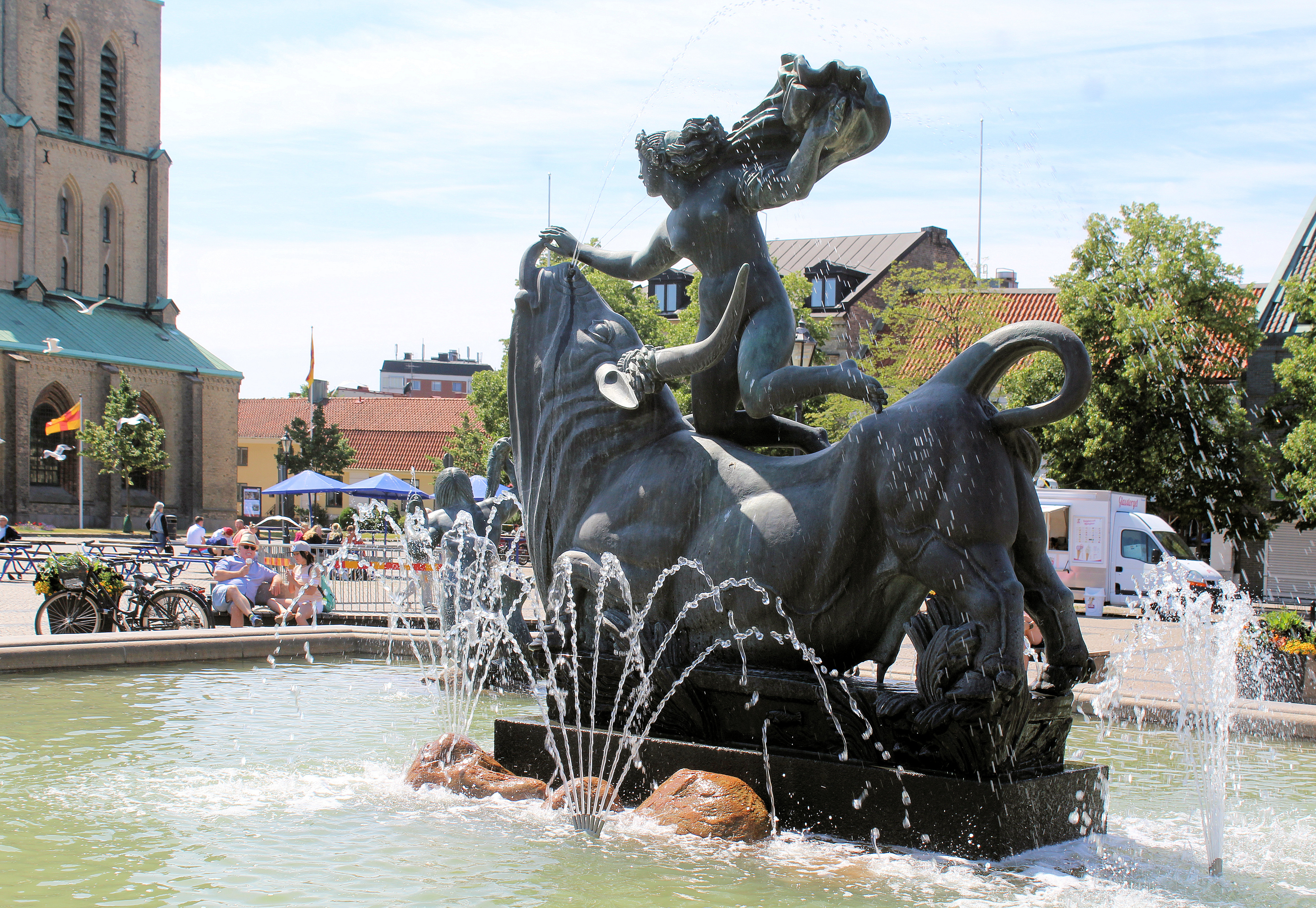